# ویوین اندرمان
ویوین اندرمان (آلمانی: Vivien Endemann؛ زادهٔ ۷ اوت ۲۰۰۱) بازیکن فوتبال زن اهل آلمان است.
وی همچنین در تیم ملی فوتبال زنان آلمان بازی کرده است.
وی در مسابقات کشوری و بین‌المللی در مجموع برندهٔ ۲ مدال برنز شده است.